# 엘런 바킨
엘런 바킨(Ellen Barkin, 1954년 4월 16일 - )은 미국의 배우이다. 영화 오퍼레이션 엔드게임, 더 카멜레온에서 주연을 맡았다. 레터스 투 줄리엣을 제작하기도 했다.

## 출연 작품

### 영화
- 오션스 13 - 아비게일 스폰더 역
- 스위치
- 핸즈 오브 스톤 - 스테파니 아셀 역
- 범죄의 장인 - 릴리 맥더머트 역

### 드라마
- 애니멀 킹덤 (TNT)